# بوگورودسکویه (استان آمور)
بوگورودسکویه (به لاتین: Bogorodskoye) یک منطقهٔ مسکونی در روسیه است که در استان آمور واقع شده‌است.